# Pekiringan Alit
Pekiringan Alit is een bestuurslaag in het regentschap Pekalongan van de provincie Midden-Java, Indonesië. Pekiringan Alit telt 3189 inwoners (volkstelling 2010).